# Torild Skard
 Der er for få eller ingen kildehenvisninger i denne artikel, hvilket er et problem. Du kan hjælpe ved at angive troværdige kilder til de påstande, som fremføres i artiklen.

Torild Skard (født 29. november 1936 i Oslo) er en norsk politiker, tidligere stortingsrepræsentant for SV og lagtingspræsident (1973-1977), og embedsmand i FN og det norske udenrigsministerium. Hun har været direktør for kvindesager i UNESCO (1984–1986), formand for UNICEFs internationale bestyrelse (1988–1989), direktør for Vestafrika og Centralafrika i UNICEF med ansvar for UNICEFs arbejde i 23 lande (1994-1998), øverste embedsmand for udviklingshjælp og stedfortrædende departementschef i det norske udenrigsministerium, og seniorforsker i Norsk utenrikspolitisk institutt (NUPI). Fra 2006 har hun været leder af Norsk Kvinnesaksforening.
Skard modtog i 1998 kommandørkorset af Senegals Løveorden fra præsident Abdou Diouf. Hun blev i 2012 kommandør af den norske St. Olavs Orden.

## Bøger
- Ny radikalisme i Norge (1967)
- Hva skjer med grunnskolen? (1971)
- Verksted for selvtillit (1973)
- Det er Oslo som ligger avsides (1974)
- «Kvinnekupp» i kommunene (red.) (1979)
- Utvalgt til Stortinget (1980
- Hverdag på Løvebakken (1981)
- Mødrenes kontinent: Blant jentebruder, helbredere og barnesoldater i Vest- og Sentral-Afrika (Pax 2001)
  - på engelsk som Continent of Mothers, Continent of Hope: Understanding and Promoting Development in Africa Today (Zed Books, 2003)
  - på tysk som Kontinent der Frauen und der Hoffnung: Entwicklung in Afrika verstehen und fördern (Books on African Studies, 2004)
  - på fransk som Afrique des femmes, Afrique d'espoirs (L'Harmattan, 2004)
  - på nederlandsk som Moeders van Afrika (KIT Publishers, 2005)
- Maktens kvinner: Verdens kvinnelige presidenter og statsministre 1960-2010 (Universitetsforlaget, 2012)